# Duits voetbalkampioenschap 1930/31
1930/31 was het 24ste Duitse voetbalkampioenschap ingericht door de DFB. Het kampioenschap stond in het teken van de wereldcrisis; er was massawerkloosheid en armoede in Duitsland en dit weerspiegelde zich in de toeschouwersaantallen die fors terugliepen. Sommige spelers werden betaald voor hun diensten, wat naar het amateurideaal van de DFB verboden was. Schalke 04 werd zelfs verbannen door de West-Duitse bond nadat het spelers had betaald, maar door een groot protest werd de club na een half jaar opnieuw toegelaten. Deelname aan de eindronde was echter niet meer denkbaar.
In Noordoost-Duitsland was er een verschuiving in de regio's. De meeste clubs uit Pommeren sloten zich bij de VBB aan (bond van Berlin-Brandenburg). De Baltische bond omvatte nu enkel nog het oosten van Achter-Pommeren, Danzig en Oost-Pruisen.
Hertha BSC stond voor de zesde opeenvolgende keer in de finale en won voor de tweede keer op rij. Na 1. FC Nürnberg was het de tweede club die zijn titel kon verlengen. De zes deelnames vestigden een record dat Schalke 04 tussen 1937 tot 1942 nog wel zou evenaren maar niet verbeteren.

## Deelnemers aan de eindronde
| Club                          | Gekwalificeerd als                                    |
| ----------------------------- | ----------------------------------------------------- |
| SV Prussia-Samland Königsberg | Kampioen Noordoost-Duitsland                          |
| VfB Königsberg                | Vicekampioen Noordoost-Duitsland                      |
| Beuthener SuSV                | Kampioen Zuidoost-Duitsland                           |
| VfB Liegnitz                  | Vicekampioen Zuidoost-Duitsland                       |
| Hertha BSC                    | Kampioen Berlijn-Brandenburg                          |
| Tennis Borussia Berlin        | Vicekampioen Berlin-Brandenburg                       |
| Dresdner SC                   | Kampioen Midden-Duitsland                             |
| SpVgg 1899 Leipzig-Lindenau   | Bekerwinnaar Midden-Duitsland                         |
| Hamburger SV                  | Kampioen Noord-Duitsland                              |
| FC Holstein Kiel              | Vicekampioen Noord-Duitsland                          |
| Fortuna Düsseldorf            | Kampioen West-Duitsland                               |
| VfB 03 Bielefeld              | Vicekampioen West-Duitsland                           |
| Meidericher SV                | Winnaar West-Duitse kwalificatie voor derde deelnemer |
| SpVgg Fürth                   | Kampioen Zuid-Duitsland                               |
| SG Eintracht Frankfurt        | Vicekampioen Zuid-Duitsland                           |
| SV 1860 München               | Winnaar Zuid-Duitse kwalificatie voor derde deelnemer |

## Eindronde

### 1/8ste finale
| Datum       | Teams                       | Teams | Teams                         | Uitslag             | Stadion                                  |
| 10 mei 1931 | Beuthener SuSV              | –     | Hamburger SV                  | 0:2 (0:0)           | Beuthen, Hindenburg-Stadion              |
| 10 mei 1931 | VfB Bielefeld               | –     | Hertha BSC                    | 2:5 (1:1)           | Dortmund, Kampfbahn Rothe Erde           |
| 10 mei 1931 | Tennis Borussia Berlin      | –     | VfB Liegnitz                  | 6:1 (5:0)           | Berlijn, Hertha-Stadion am Gesundbrunnen |
| 10 mei 1931 | VfB Königsberg              | –     | Dresdner SC                   | 1:8 (0:2)           | Königsberg, Platz des VfB                |
| 10 mei 1931 | Holstein Kiel               | –     | SV Prussia-Samland Königsberg | 3:2 (0:2)           | Kiel, Holstein-Platz                     |
| 10 mei 1931 | SpVgg 1899 Leipzig-Lindenau | –     | SpVgg Fürth                   | 0:3 (0:1)           | Leipzig, Stadion Probstheida             |
| 14 mei 1931 | Fortuna Düsseldorf          | –     | Eintracht Frankfurt           | 2:3 n.v. (1:1, 2:2) | Düsseldorf, Rheinstadion                 |
| 17 mei 1931 | SV 1860 München             | –     | Meidericher SV                | 4:1 (1:1)           | München, Grünwalder Stadion              |

### Kwartfinale
| Datum       | Teams           | Teams | Teams                  | Uitslag   | Stadion                         |
| 17 mei 1931 | Hamburger SV    | –     | Eintracht Frankfurt    | 2:0 (1:0) | Altona, Altonaer Stadion        |
| 17 mei 1931 | Hertha BSC      | –     | SpVgg Fürth            | 3:1 (2:1) | Berlijn, Poststadion            |
| 17 mei 1931 | Dresdner SC     | –     | Holstein Kiel          | 3:4 (3:1) | Dresden, Stadion im Ostragehege |
| 24 mei 1931 | SV 1860 München | –     | Tennis Borussia Berlin | 1:0 (1:0) | Frankfurt am Main, Waldstadion  |

### Halve finale
| Datum       | Teams           | Teams | Teams         | Uitslag             | Stadion                           |
| 31 mei 1931 | Hertha BSC      | –     | Hamburger SV  | 3:2 n.v. (2:0, 2:2) | Leipzig, Platz von Wacker Leipzig |
| 31 mei 1931 | SV 1860 München | –     | Holstein Kiel | 2:0 (0:0)           | Duisburg, Duisburger Stadion      |

### Finale
| Datum        | Teams      | Teams | Teams           | Uitslag   | Stadion                       |
| 14 juni 1931 | Hertha BSC | –     | SV 1860 München | 3:2 (1:2) | Keulen, Müngersdorfer Stadion |

München kwam in de 24ste minuut op voorsprong dankzij een doelpunt van Oeldenberger. Kort voor de rest scoorden Hanne Sobek de gelijkmaker, maar een minuut later zette Ludwig Lachner München weer op voorsprong. In de 75ste minuut maakte Sobek opnieuw de gelijkmaker en dankzij een laat doelpunt van Willi Kirsei in de 89ste minuut werd Hertha voor de tweede opéénvolgende keer kampioen.

## Topschutters
|    | Speler          | Club                | Goals |
| -- | --------------- | ------------------- | ----- |
| 1. | Willi Kirsei    | Hertha BSC          | 7     |
| 2. | Otto Oeldenberg | SV 1860 München     | 4     |
| 2. | Johannes Sobek  | Hertha BSC          | 4     |
| 4. | Karl Ehmer      | Eintracht Frankfurt | 3     |
| 4. | Andreas Franz   | SpVgg Fürth         | 3     |
| 4. | Richard Hofmann | Dresdner SC         | 3     |